# 让·查尔斯·佩尔蒂
让·查尔斯·佩尔蒂（法語：Jean-Charles Peltier，1785年2月22日—1845年10月27日）或译为让·帕尔帖，是一名法国实验物理学家，因发现了一种后以他命名的热电效应而闻名。

## 生平
他的姓氏“Peltier”是姓氏“Pelletier”的变体，本意为“毛皮匠/毛皮商”。
佩尔蒂本是一名钟表商人，在巴黎与亚伯拉罕·布雷盖一起做钟表生意，30多岁时开始进行物理实验和观察。
除佩尔蒂效应这一最知名的发现外，佩尔蒂还研究过好几个不同的物理学分支，并发表过许多论文。1840年，他第一个提出了“静电感应”的概念。1841年，他测定了水出现热化效应所需的温度。此文，他的论文还涉及大气中的电现象、天光的偏振(polarization of sky-light)、天空色彩的测定、水流的喷洒以及高山上水的沸点等主题。
佩尔蒂死后葬于法国巴黎拉雪兹神父公墓。